# Mike Birbiglia
Mike Birbiglia (Shrewsbury, 20 de junho de 1978) é um ator, humorista, cineasta, produtor cinematográfico e escritor norte-americano, conhecido pela participação na série Orange Is the New Black.